# جزيرة تشينينغان
جزيرة تشينينغان وهي جزيرة من جزر إندونيسيا، وتقع في إقليم بالي.